# Czesław Janik
Czesław Janik (* 1953; † November 2017 in Wien) war ein polnischer Skispringer. Er gewann 1973 den polnischen Meistertitel.

## Werdegang
Janik, der für Wisła-Gwardia Zakopane startete, trat am 30. Dezember 1972 im Rahmen der Vierschanzentournee 1972/73 in Oberstdorf erstmals bei einem FIS-Wettbewerb an. Beim Springen von der Bergiselschanze in Innsbruck erzielte er mit dem 44. Platz sein bestes Karriereresultat. In der Gesamtwertung belegte er den 62. Rang. Ein Jahr später beendete Janik die Vierschanzentournee vorzeitig, da er mit dem 76. Platz in Oberstdorf und dem 64. Platz in Garmisch-Partenkirchen chancenlos blieb.
Im Frühjahr 1973 wurde Janik überraschend Polnischer Meister von der Großschanze Malinka in Wisła vor den favorisierten Tadeusz Pawlusiak und Wojciech Fortuna. Nur wenige Wochen später belegte er beim Czech-Marusarzówna-Memorial in Zakopane den zweiten Platz hinter Tadeusz Pawlusiak. Diese Leistung konnte Janik in den folgenden Jahren nicht mehr zeigen und blieb weitgehend erfolglos.
Nach seiner Karriere zog Janik nach Poronin, wo er als Feuerwehrmann tätig war. Später wanderte er nach Österreich aus.

## Statistik

### Vierschanzentournee-Platzierungen
| Saison  | Platz | Punkte |
| ------- | ----- | ------ |
| 1972/73 | 62.   | 672,3  |
| 1973/74 | 94.   | 344,3  |